# Attentato di Azor
Il 14 febbraio 2001, nei pressi di Azor, in Israele, ebbe luogo un attacco terroristico. Un palestinese di Gaza guidò un autobus contro un gruppo di soldati israeliani che si trovava a una fermata dell'autobus allo svincolo di Azor, uccidendo 8 persone, 7 soldati e un civile, e ferendone altre 26. Hamas rivendicò l'attacco.

## L'attacco
L'aggressore, il 35enne Khalil Abu Alba di Gaza, era un autista di autobus che la mattina accompagnava i lavoratori arabi dalla sua città verso Tel Aviv. Era stato un autista di autobus Egged per 5 anni prima dell'attacco.
Il 14 febbraio, dopo aver lasciato come di solito gli operai arabi di Lod e Ramla, si diresse verso Holon. Quando arrivò allo svincolo di Azor, notò un gruppo di soldati israeliani in attesa a una fermata dell'autobus. L'aggressore accelerò e sterzò bruscamente a destra, colpendo dozzine di persone. Uccise 8 persone, 7 soldati e un civile, e ne ferì 26.
Dopo l'attacco accelerò e si diresse rapidamente verso sud, in direzione di Gaza. L'autobus venne fermato solo dopo essersi schiantato contro un camion, a 30 km di distanza, dopo che gli agenti di polizia avevano sparato alle sue ruote.

## Vittime
- Sergente Julie Weiner;
- Caporale Alexander Manevich;
- Sergente Maggiore Ofir Megidish, 20 anni;
- Sergente David Iluz, 21 anni;
- Sergente Kochava Polanski, 19 anni;
- Caporale Yasmin Karisi, 18 anni;
- Sergente Rachel Levy, 19 anni;
- Simcha Shetreet, 30 anni (civile).